# Clusia carachensis
Clusia carachensis là một loài thực vật có hoa trong họ Bứa. Loài này được (H.Karst.) Vesque mô tả khoa học đầu tiên năm 1893.